# Muntra fruarna i Windsor
Muntra fruarna i Windsor (originaltitel The Merry Wives of Windsor), är en komedi av William Shakespeare. Pjäsen är den enda av Shakespeares verk som uteslutande berör medelklassliv under den elisabetanska eran.

## Tillkomsthistoria

### Datering
Forskare tror att pjäsen skrivits för ett särskilt tillfälle. Enligt en teori med tradition sedan 1709 skulle drottning Elisabet själv ha beställt en pjäs där sir John Falstaff blir kär, men denna teori är numer i stort sett övergiven. Troligare anses det vara att den skrivits för något evenemang i anslutning till strumpebandsorden, och då särskilt 23 april 1597 då beskyddaren av Shakespeares trupp erhöll denna utmärkelse (se nedan under "Pjäsens källor") vilket även sammanföll med Shakespeares 33:e födelsedag. Filologiska studier visar på likheter med vokabulären i de båda Henrik IV-pjäserna. Då Falstaff inte kallas Oldcastle (efter förebilden till rollfiguren) anses det troligast att Muntra fruarna i Windsor tillkommit efter censuren av Henrik IV del 1. Sammantaget gör detta att pjäsen antas vara skriven mellan 1597 och 1598,

### Pjäsens källor
Det finns ingen källa till pjäsen som helhet. Men till detaljer finns det några källor. Till hanrejmotivet anses Shakespeare ha kunnat använda tre olika källor. I Ser Giovanni Fiorentinos Il Pecorone från mellan 1378 och 1385 (som Shakespeare även använde för Köpmannen i Venedig) finns en historia om en professor vars fru bedrar honom med en av hans studenter. För att inte bli påkommen gömmer sig studenten i en hög med tvätt - dock ren tvätt och inte smutsig som i fallet med Falstaff. I Riche his Farewell to Militarie Profession från 1581 finns en historia om en läkarhustru som lurar en av sina älskare att bära ut en säck med en annan av sina älskare. I William Painters The Palce of Pleasure från 1566 finns en historia om en student som skickar identiska brev till tre olika kvinnor som kommer på honom och straffar honom.
I Plautus komedi Casina finns en parallell till intrigtråden om Anne som har tre friare. I John Lylys komedi Endymion förekommer älvor som nyper och kittlar sitt offer. Muntra fruarna i Windsor har likheter med Henry Porters komedi Two Angry Women of Abingdon som publicerades 1599, men det tros vara Porter som är påverkad av Shakespeare och inte tvärtom.
I pjäsen finns flera anspelningar på samtida personer och tilldragelser. Pjäsens värdshus Garter Inn anspelar på strumpebandsorden och utnämnandet av två nya ledamöter; George Carey, Lord Hunsdon som var Lord Chamberlain och därmed beskyddare av Shakespeares trupp samt den tyske hertigen Fredrik I av Württemberg som båda utnämndes 1597. När det gäller pjäsens domare Shallow (Simpel i Carl August Hagbergs översättning) så har två olika teorier framförts. Vissa har hävdat att denne syftar på godsägaren sir Thomas Lucy som i Shakespeares ungdom skall ha anklagat honom för tjuvjakt på hjortar. Denna händelse i Shakespeares biografi omtalades dock först 1708. Enligt en annan teori skall dock Shallow anspela på den med pjäsen samtida korrupte domaren William Gardiner som framfört anklagelser mot Shakespeare.

### Tryckningar och text
Pjäsen registrerades hos boktryckarskrået (the Stationers Company) av John Busby 18 januari 1602 som A booke called An excellent and pleasant conceited commedie of Sir John Faulstof and the merry wyves of Windesor. Den första kvarton trycktes senare samma år av Thomas Creede och publicerades av Arthur Johnson med den långa titeln A most pleasaunt and excellent conceited Comedie, of Syr John Falstaffe, and the merrie Wives of Windsor. Entermixed with sundrie variable and pleasing humours, of Syr Hugh the Welch knight, Justice Shallow, and his wise cousin M. Slender. With the swaggering vaine of Auncient Pistoll, and Corporall Nym. 1619 trycktes pjäsen på nytt i William Jaggards False Folio som trycktes av Thomas Pavier. Den första kvarton tros vara baserad på minnesanteckningar från den skådespelare som spelade värdshusvärden. Därefter publicerades pjäsen i the First Folio 1623 som sammanställdes av Shakespeares skådespelarkollegor John Heminges och Henry Condell och publicerades av Edward Blount och Isaac Jaggard. Folioupplagan tros bygga på den professionelle skrivaren Ralph Cranes renskrivning av en sufflörs exemplar och företer tecken på att vara bearbetad för att anpassas till lagen Act to Restrain the Abuses of Players samt censuringrepp.

## Handling

### Rollfigurer
| - Sir John Falstaff - Bardolph, Pistol och Nym (Falstaffs kumpaner) - Robin, Falstaffs son och page - Messrs. Ford & Page, två gentlemän boende i Windsor - William Page, en pojke, son till Page. - Sir Hugh Evans, en walesisk prästman - Doktor Caius, en fransk läkare - Rugby, Caius betjänt - Fru Quickly, doktor Caius hushållerska. | - Shallow, fredsdomare - Slender, Shallows kusin - Simple, Slenders betjänt - Fenton, en ung gentleman - Värdshusvärden på The Garter Inn. - Fru Ford - Herr Ford - Fru Page - Her Page - Anne Page, deras dotter, förälskad i Fenton |

### Resumé

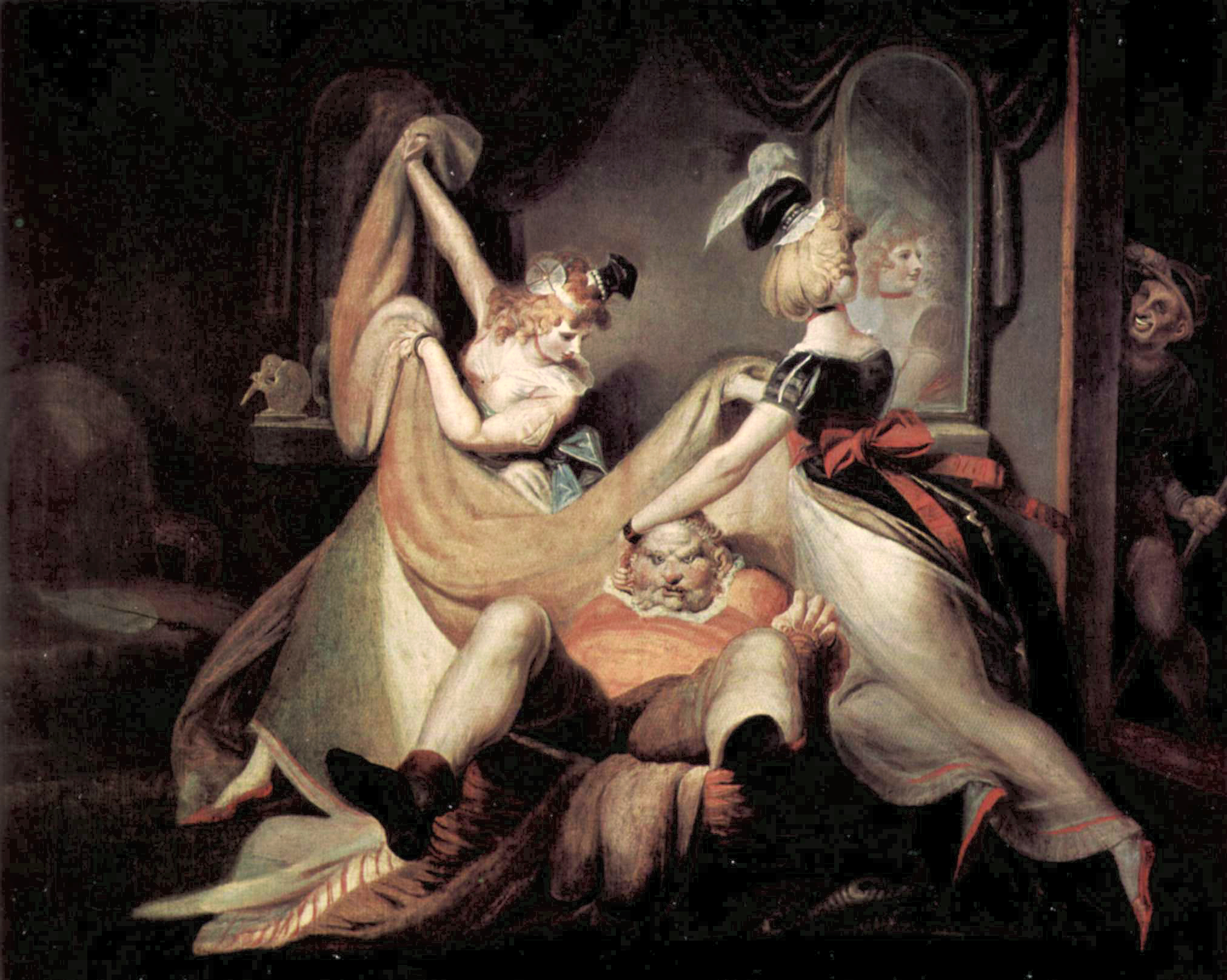
Johann Heinrich Füssli: "Fallstaff im Wäschekorb", 1792

Falstaff kommer till Windsor, i stort sett pank. För att fylla på kassan beslutar han sig för att förföra två välbeställda, gifta kvinnor; fru Ford och fru Page. Han börjar med att skriva två identiska kärleksbrev och ber sina kumpaner Pistol och Nym att lämna över breven till adressaterna. De vägrar kategoriskt, något som får Falstaff att avskeda dem. Som hämnd berättar Pistol och Nym om Falstaffs plan för fruarnas äkta män. Den synnerligen svartsjuke Ford övertalar värdshusvärden på The Garter Inn att presentera Ford för Falstaff som "kapten Brook" i syfte att försöka få reda på mer om Falstaffs plan.
Fru Page vill att dottern Anne skall gifta sig med doktor Caius, en fransk läkare, medan herr Page vill gifta bort dottern med godsägaren Slender. Anne är emellertid förälskad i den glade och fattige ädlingen Fenton, som inte faller föräldrarna i smaken.
De muntra fruarna är inte det minsta trakterade av den tjocke och gamle Falstaffs oanständiga förslag. De bestämmer sig för att spela honom ett spratt. Herr Ford som kapten Brook lurar i Falstaff att han är förälskad i fru Ford, men eftersom hon är ouppnåelig måste Falstaff först förföra henne. Ford erbjuder Falstaff pengar för hjälpen. Falstaff avslöjar att han redan stämt möte med fru Ford när maken inte är hemma, vilket stärker Fords misstankar mot sin fru.
När Falstaff har sin tête à tête med fru Ford dyker fru Page upp och meddelar att herr Ford är på väg. Kvinnorna gömmer Falstaff i en tvättkorg med illaluktande tvätt. De skickar iväg korgen för att tömmas i Themsen. Detta sårar djupt Falstaffs stolthet men han är tillräckligt inbilsk för att dra slutsatsen att fruarna bara håller honom på sträckbänken. Nästa gång Falstaff går på friarstråt återupprepas sceneriet men denna gång vägrar Falstaff gömma sig i tvättkorgen. Istället fås han att klä ut sig till pigans tjocka tant och jagas på dörren av Ford som avskyr tanten.
Fruarna berättar allt för sina makar och tillsammans beslutar de sig för att spela Falstaff ännu ett spratt. De bestämmer träff med honom i Windsors slottspark vid midnatt. Där har deras medsvurna klätt ut sig till småtroll och älvor som skrämmer slag på den notoriskt fege Falstaff. När allt uppenbaras för honom, säger han med ett understatement, "jag börjar ana att man gjort ett arsle av mig". Under tumultet i slottsparken har Fenton och Anne smitit iväg för att gifta sig, något som föräldrarna till sist accepterar.

## Analys

### Teman
Viktiga teman i pjäsen är kärlek och äktenskap, svartsjuka och hämnd, klasstillhörighet och rikedom. Pjäsen fokuserar på den engelska medelklassens fördomar. Underklassen representeras av figurer som Bardolph, Nym och Pistol (Falstaffs kumpaner). Överklassen representeras på motsvarande sätt av Sir John Falstaff och Fenton. Shakespeare använder både latin och dålig engelska för att peka på skillnader mellan människor från denna tid. Mycket av humorn i pjäsen bygger på missförstånd mellan rollfigurerna.
Ett viktigt elisabetanskt inslag som präglar verket är idén om hanrejen. Människor under den elisabetanska tiden tyckte att idén om den bedragne mannen var höjden av humor och tycks ha ansett att om en man var gift innebar det per automatik att hans fru bedrog honom. Eftersom en bedragen man sades vara hornprydd kunde alla hänsyftningar, oavsett om de var aldrig så små, på horn eller hornprydda djur leda till stor munterhet.

### Kritik
Vissa kritiker anser att pjäsen är ett av Shakespeares sämre verk och att Falstaff i pjäsen är en betydligt svagare karaktär än i pjäserna om Henrik IV. Att Shakespeare skulle handskas så med en av sina populäraste rollfigurer är förbryllande och det finns ingen tillfredsställande förklaring till detta. En möjlig förklaring, om strumpebandsteorin skulle vara sann, är att pjäsen skrevs i all hast. Syftet med detta kan varit att verket skulle framföras vid ett särskilt tillfälle och att Shakespeare skulle ha haft så lite som 14 dagar på sig att färdigställa pjäsen.[källa behövs]
Det har också hävdats att Shakespeare var en av drottning Elizabeths absoluta favoritförfattare och att hon tyckte om pajasen Falstaff så mycket att hon personligen beställde en komedi uteslutande centrerad kring Falstaff. Detta skulle kunna förklara förekomsten av de starka kvinnorna i pjäsen som en hyllning till drottningen och den slapstick-präglade humor varmed Falstaffs tillkortakommanden skildras.[källa behövs]

## Översättningar till svenska
Muntra fruarna i Windsor finns i sju tryckta översättning till svenska. Den första översättningen De muntra fruarne i Windsor gavs ut 1825 och var utförd av Johan Henrik Thomander. 1851 kom Carl August Hagbergs översättning Muntra fruarna i Windsor ut i Shakspere's dramatiska arbeten. Bd 11. Per Hallströms översättning trycktes 1925 i Shakespeares dramatiska arbeten. Lustspel, Bd 3. 1925 gavs Åke Ohlmarks översättning ut i samlingsvolymen Komedier. 1966 gjorde Stig Ahlgren en översättning för Malmö stadsteater och 1968 spelades Allan Bergströms översättning av Stadsteatern Norrköping-Linköping. Först 1984 gavs Allan Bergstrands översättning ut. År 2000 gjorde Per Lysander en nyöversättning för Ronny Danielssons uppsättning på Stockholms stadsteater. 2009 gjorde Ulf Peter Hallberg en översättning för Dramaten. 2016 utkom denna översättning i samlingsvolymen Komiska förväxlingar - fyra komedier.

## Uppsättningar
Titelsidan meddelar att pjäsen framfördes av Lord Chamberlain's Men, "både inför Hennes Majestät och annorstädes". Det tidigast och säkrast kända framförandet skedde 4 november 1604 av the King's Men i Palace of Whitehall inför . Ett annat framförande ägde rum 15 november 1638 på the Cockpit Theatre. Efter restaurationen framfördes Shakespeares original redan 1660.
1851 spelades Ford av Charles Kean som hade en föregångare i Charles Kemble. Rollen som Falstaff har varit en paradroll för skådespelare som även spelad figuren i Henrik IV-pjäserna, däribland Thomas Betterton på 1600-talet och James Quin på 1700-talet. Den mest idoge var Herbert Beerbohm Tree som spelade rollen ett antal gånger mellan 1889 och 1993. Fruarna har spelats av bland andra Anne Bracegirdle, Elizabeth Barry, Ellen Terry, Peggy Ashcroft och Edith Evans.
Theodor Komisarjevsky regisserade pjäsen 1938 i Stratford-upon-Avon och flyttade handlingen till Wien. 1940 satte Daniel Wolfit upp pjäsen i West End som trots mot bombningarna under blitzen. Senare under 1900-talet spelades Falstaff i både Henrik IV och Muntra fruarna i Windsor av Anthony Quayle. Terry Hands har regisserat pjäsen två gånger. Bill Alexander satte upp den med Royal Shakespeare Company 1985 i kitschig 1950-talsmiljö där fruarna jämförde breven från Falstaff under torkhuvor hos damfrisörskan.

### Uppsättningar i Sverige
1 januari 1870 hade Muntra fruarna i Windsor svensk premiär med Ferdinand Strakoschs sällskap på Mindre Teatern, Göteborg i regi av Ludvig Josephson och med Wilhelm Åhman som Falstaff. 7 november året därpå hade pjäsen Stockholmspremiär på Södra Teatern, också då i regi av Ludvig Josephson och med Kalle Pettersson som Falstaff.

#### Uppsättningar i Sverige sedan år 1900
- 1915 Nya Intima Teatern, Stockholm, regi Emil Grandinson
- 1932 Lorensbergsteatern, Göteborg, regi Knut Ström
- 1966 Malmö stadsteater, översättning Stig Ahlgren, regi Josef Halfen, med Halvar Björk & Betty Tuvén
- 1967 Stadsteatern Norrköping-Linköping, översättning Allan Bergstrand, regi Lars Gerhard Norberg, med Inga Landgré & Margreth Weivers
- 1986 Idéteatern, Eskilstuna, översättning Evabritt Egnander regi Peter Edding
- 1989 Spegelteatern vid Gripsholms slott, översättning Carl August Hagberg, regi Teddy Lundberg
- 1998 TV-teatern, regi Stina Ancker, med Björn Granath, Johan Ulvesson, Pia Johansson & Sissela Kyle
- 2000 Stockholms stadsteater, översättning Per Lysander, regi Ronny Danielsson, med Peter Harryson, Morgan Alling, Yvonne Lombard, Gun Arvidsson & Gerd Hegnell
- 2002 Muntra fruarna, Krapperups slott, översättning Per Lysander, regi Martha Vestin
- 2009 Shakespeare på Gräsgården, Vadstena, översättning Per Lysander, regi Pontus Plænge
- 2009 Dramaten, översättning Ulf Peter Hallberg, regi John Caird, med Börje Ahlstedt, Rolf Skoglund & Stina Ekblad

## Filmatiseringar
- 1950 regi Georg Wildhagen
- 1952 regi Julian Amyes (TV)
- 1955 regi Barrie Edgar & Glen Byam Shaw (TV)
- 1965 Die lustigen Weiber von Windsor, regi Georg Tressler
- 1980 regi Jack Manning (TV)
- 1980 regi Richard E.T. White (video)
- 1982 regi David Hugh Jones (TV)
- 2011 regi Christopher Luscombe

## Adaptioner till opera
- Giuseppe Verdis sista opera, Falstaff, med libretto av Arrigo Boito, är grundad på pjäsen. Dock, som fallet ofta är i de fall där man gjort opera av teater, skiljer sig såväl rollfigurer som handling från originalet.
- Antonio Salieri skrev en opera buffa i form av Falstaff (1799), med libretto av Carlo Prospero Defranchesi. Även här har kompositören anpassat verket för en operascen.
- Otto Nicolai skrev en opera med utgångspunkt i pjäsen 1849, Die lustigen Weiber von Windsor.
- Ralph Vaughan Williams skrev Sir John in Love, en opera med utgångspunkt i verket 1924-28.